# La rafle
La redada (La rafle, título original en francés) es una película francesa escrita y dirigida en 2010 por Roselyne Bosch. Cuenta la historia de la Redada del Velódromo de Invierno, cuando la policía de París (en colaboración con los ocupantes nazis) encerró a más de 13 000 ciudadanos judíos en el Velódromo de Invierno como preparación a su envío al campo de concentración de Auschwitz.

## Sinopsis
Jo Weissman (un niño judío) y su familia son detenidos por la policía de París y encarcelados en el Velódromo de Invierno, un estadio abarrotado. La enfermera Annette los ayuda y Jo se escapa con su amigo Pavel. Annette busca a los supervivientes del Velódromo en el Hotel Lutetia.

## Reparto
- Hugo Leverdez como Jo Weismann, a la edad de 11.
- Jo Weisman, a la edad de 80, como el viejo.
- Raphaëlle Agogué como Sura Weismann.
- Gad Elmaleh como Schmuel Weismann.
- Sylvie Testud como Bella Zygler.
- Oliver Cywie como Simon Zygler.
- Mathieu y Romain Di Concetto como Nono Zygler.
- Adèle Exarchopoulos como Anna Traube a la edad de 20.
- Anne Brochet como Dina Traube.
- Catherine Allegret como la conserje Tati.
- Isabelle Gélinas como Hélène Timonier.
- Barnabás Réti como Monsieur Goldstein.
- Mélanie Laurent como la enfermera Annette Monod (m.1995).
- Jean Reno como Dr. Sheinbaum
- Thierry Frémont como Capitaine Pierret, el jefe de bomberos.
- Catherine Hosmalin como la mujer del panadero.
- Udo Schenk como Adolf Hitler.
- Thomas Darchinger como Heinrich Himmler.
- Holger Daemgen	como Helmut Knochen.
- Dr. Roland Copé como el mariscal Pétain.
- Jean-Michel Noirey como Pierre Laval, el Primer ministro.
- Frederic Moulin como René Bousquet.
- Patrick Courtois como Emile Hennequin, el jefe de policía.
- Denis Ménochet como Corot, el comandante de Beaune-la-Rolande.

## Producción
Roselyne Bosch escribió el guion porque simpatiza con las víctimas. La familia judía de su esposo vivía muy cerca de la casa de los Weismann y el padre de Bosch estuvo encarcelado en un campo de internamiento franquista. Al principio el actor cómico Gad Elmaleh no quería hacer el papel serio de Schumel Weismann, pero después de leer el guion cambió de opinión. Bosch le dio a la actriz Melanie Laurent el papel de la enfermera de la Cruz Roja Annette Monod, una "Justa entre las Naciones".
El rodaje comenzó en mayo de 2009 y duró 13 semanas. Había 9000 extras y el equipo de rodaje reconstruyó (en Hungría) el Velódromo de Invierno y un campo de concentración.

## Estreno
La película se estrenó en Francia, Bélgica, Luxemburgo y Suiza el 10 de marzo de 2010. Se estrenó en Reino Unido y los Estados Unidos en otoño de 2010.
La redada hizo más dinero que Shutter Island en el fin de semana de su estreno en Francia. Se editó en DVD el 7 de septiembre de 2010.
Su estreno en México fue en abril del 2012 bajo el nombre de "Los niños de la esperanza".

## Música
1. "Paris" - Édith Piaf
2. "Quand Un Vicomte Rencontre Un Autre Vicomte" - Ray Ventura
3. "Vals OP Posth (En el Menor)"  - Frédéric Chopin
4. "Tombé Du Ciel" - Charles Trenet
5. "La Savane Op. 3" - Louis Moreau Gottschalk
6. "Concerto De L'adieu (Fragments)" - Georges Delerue
7. "Concierto para Violín" (segundo movimiento) - Philip Glass
8. "El oro del Rin" (Preludio) - Richard Wagner
9. "Automne" - Alix Combelle
10. "Insensiblement" - Ray Ventura
11. "Operation Terminated" - John Ottman
12. "Etats D'âme" - Jérôme Lemonnier
13. "Peer Gynt - Suite No.1, Op. 46, La muerte de Asse" - Edvard Grieg
14. "Claro De Luna" (Piano/Chelo) - Claude Debussy